# 广西八角枫
广西八角枫（学名：Alangium kwangsiense）为山茱萸科八角枫属的植物，为中国的特有植物。分布在中国大陆的广西、广东等地，生长于海拔700米的地区，多生在密林中和山地，目前尚未由人工引种栽培。
种加名 kwangsiense 意为“广西的”。